# Šumiac
Šumiac é um município da Eslováquia localizado no distrito de Brezno, região de Banská Bystrica.

## Demografia
| Ano:        | 1994 | 2004   | 2014   | 2024   |
| ----------- | ---- | ------ | ------ | ------ |
| Broj ljudi: | 1558 | 1415   | 1290   | 1309   |
| Razlika:    |      | -9,17% | -8,83% | +1,47% |

| Ano:               | 2023 | 2024   |
| ------------------ | ---- | ------ |
| Número de pessoas: | 1310 | 1309   |
| Diferença:         |      | -0,07% |